# Neuropatia delle piccole fibre
La neuropatia delle piccole fibre (NPF, in inglese small fiber neuropathy, SFN) è una neuropatia periferica che comporta dei danni alle fibre nervose di piccolo calibro. 
Queste fibre, classificate come fibre C e fibre A-Delta sottilmente mielinizzate o non mielinizzate, sono presenti nella pelle e nei nervi di grosso calibro (per quanto riguarda il sistema nervoso periferico), nei muscoli, oltre che nel tessuto fibromuscolare degli organi interni, nel sistema nervoso autonomo e nella spina dorsale. Il ruolo di questo tipo di fibre nervose è quello di innervare la pelle (fibre somatiche) e di regolare la funzione vegetativa/autonomica degli organi interni. Può essere secondaria ad altre patologie o idiopatica; alcuni studi ipotizzano trattarsi di una canalopatia del sodio.

## Inquadramento clinico
La neuropatia periferica a piccole fibre o polineuropatia delle piccole fibre (da alcuni sospettata anche di essere la causa di alcuni tipi di fibromialgia, della spasmofilia, dell'ipereccitabilità dei nervi periferici, della pseudo-miotonia non-Isaacs, o della sindrome da crampi e fascicolazioni) è una polineuropatia di difficilissima diagnosi, poiché l'82% dei casi hanno un normale risultato di EMG e dell'analisi della conduzione nervosa (talvolta è visibile tramite biopsia) cutanea. Come la CIDP o quelle non specifiche, in caso di remissione o difficile diagnosi, in muscoli indeboliti, la VCN è normale ma si nota una sofferenza muscolare neurogena cronica nevritica, con perdite di unità motorie.
La neuropatia a piccole fibre ha cause sconosciute (malattia idiopatica); quando non è correlata a malattie manifeste (lupus eritematoso, sarcoidosi, HIV o malattia di Lyme) può essere collegata alla già ipotizzata celiachia, alla sensibilità al glutine, all'ipotiroidismo o malattie autoimmuni, ma nel 40% dei pazienti è idiopatica (senza causa primaria); in questo caso sono state ipotizzate disfunzioni congenite o indotte dei canali del sodio (malattia neuromuscolare detta canalopatia), specie quello denominato Nav1.7 alla giunzione neuromuscolare o in zona autonomica. Essa provoca sintomi differenti, tra i più comuni dolore, formicolio, crampi, contratture, fascicolazioni, mioclono, ipostenia, tremore, parestesie, disestesia, perdita o aumento di sensibilità, disturbi urinari e gastrointestinali, arti freddi, disturbi nervosi.

### Sintomi specifici
I sintomi possono essere sia sensoriali, come il dolore cronico, sia autonomici/vegetativi (problemi a carico di tutti gli organi, come disturbi che coinvolgono tutto l'apparato digerente, sindromi da tachicardia, ecc.), tuttavia, tra i più comuni, si annoverano anche disturbi motori e muscolari (ipereccitabilità neuromuscolare, es. crampi, fascicolazioni, tremore, affaticabilità), dovuti alla presenza delle piccole fibre nei fasci nervosi grandi, specie se si sommano a esse altre problematiche come la sindrome da compressione nervosa, in questo caso è visibile anche un danno muscolare all'elettromiografia mentre l'elettroneurografia non mostra significative alterazioni.

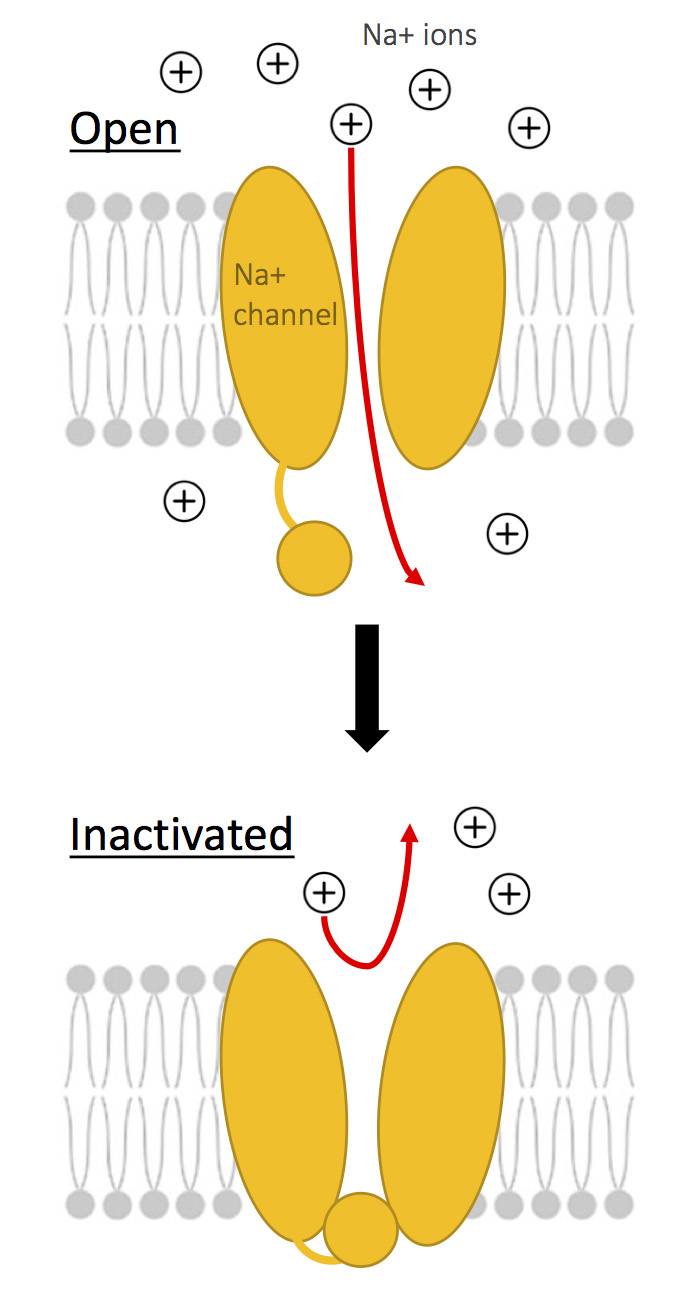
Funzionamento dei canali del sodio, che si pensano coinvolti nella SFN

I sintomi sensoriali possono variare da caso a caso, tuttavia i più comuni comprendono parestesie, aumentata sensibilità al dolore e alterata percezione termica. Le parestesie sono sensazioni anomale spesso descritte come sensazioni di intorpidimento, bruciore, freddo, punture di spilli e/o dolore intenso o urente. Molti pazienti, inizialmente o comunque prima della diagnosi, non sanno come descrivere i propri sintomi, che vengono anche definiti sensazioni di bruciore e/o dolore a calza o a guanto.
Generalmente i primi sintomi dolorosi vengono percepiti a carico delle estremità e, più di preciso, a carico degli arti inferiori, per poi diffondersi a quelli superiori nei casi di NPF definibili come casi "lunghezza dipendenti" ma i casi che non fanno parte della categoria citata poc'anzi, cioè quelli di NPF "non lunghezza dipendente", possono causare sintomi identici ma in altre zone del corpo anche durante il primo esordio della malattia (alcuni pazienti riferiscono sintomi disestesici a carico della zona lombare e pettorale dopo interventi chirurgici).
Complicanze: debolezza generale, debolezza muscolo-scheletrica, ernia discale, spondilosi, radicolopatia, ulteriore debolezza muscolare fluttuante o fissa, pseudomiotonia.
A volte la NPF, come detto, può coinvolgere anche i nervi di grosso calibro tra cui specialmente il nervo trigemino (nevralgia del trigemino) o il nervo occipitale.
Quando invece vengono coinvolte le fibre di piccolo calibro degli organi interni si può sviluppare una condizione detta disautonomia, con sintomi che possono variare a seconda dell'organo colpito. 
Talvolta i sintomi sono accompagnati dalla sindrome delle gambe senza riposo, che causa acatisia e spesso insonnia o disturbi del sonno.
Moltissimi pazienti con diagnosi di NPF autonomica/vegetativa riferiscono problemi gastrointestinali che, in alcuni casi, aggravano malattie intestinali già esistenti come IBD, diverticolosi, ecc., rendendole ingestibili. Altra condizione associata alla NPF è come detto la POTS (sindrome da tachicardia posturale ortostatica).

## Diagnosi
In Italia la diagnosi di neuropatia delle piccole fibre può essere complessa e difficile, soprattutto a causa del fatto che la NPF viene spesso sottovalutata e scambiata per una patologia psichiatrica, dato che accertamenti di prima linea come l'elettromiografia (test diagnostico utilizzato per valutare la funzione dei nervi periferici), risultano del tutto inefficaci nel rilevare l'alterata funzione delle fibre di piccolo calibro. 
Sul territorio Italiano il test più diffuso è la biopsia cutanea neurologica, che valuta la densità delle fibre di piccolo calibro, sia somatiche sia vegetative, tramite una procedura semplice e precisa.
Lo stato delle piccole fibre, sia somatiche sia autonomiche/vegetative, può essere rilevato anche mediante l'esecuzione dei potenziali evocati laser, tuttavia il gold standard è rappresentato dalla biopsia neurologica di cute.
Uno dei primi a importare in Italia il metodo diagnostico della biopsia cutanea è stato il professor Giuseppe Lauria, ricercatore dell'Istituto Neurologico Carlo Besta di Milano che lo apprese nel 1998 durante uno studio effettuato alla Johns Hopkins University. 
La biopsia viene eseguita prelevando un campione di epidermide, solitamente dalla caviglia e/o dalla coscia. Questo campione, del diametro medio di 3–4 mm viene prelevato tramite un pennino con punta cilindrica in metallo dopo un'anestesia locale. Il campione viene poi analizzato e le piccole fibre contate e quantificate, il tutto un processo che vede protagonisti vari reagenti chimici che consentono il corretto svolgimento dell'analisi.
Oltre alle difficoltà diagnostiche già menzionate, un'altra problematica inerente all'ottenimento della diagnosi è rappresentata dal fatto che, attualmente, in Italia esistono solo pochi centri ospedalieri ad alta specializzazione in grado di inquadrare un paziente affetto da questa patologia (poco più di una dozzina sul territorio).
I pazienti, spesso, vengono indirizzati in questi centri soprattutto grazie all'aiuto dell'unico gruppo/associazione di supporto gratuito ai pazienti attualmente operativo in Italia, che fa capo alla pagina "Neuropatia delle piccole fibre e POTS", che si occupa anche di divulgazione e sensibilizzazione riguardo alla neuropatia delle piccole fibre. 
Il gruppo e stato fondato nel 2017 da Nicole Martinelli e Davide Brizzi , anch'essi affetti da tale patologia.

## Cause scatenanti
Ci sono molte possibili cause scatenanti che possono innescare una neuropatia delle piccole fibre.
La causa più comune è il diabete mellito o l'intolleranza al glucosio (neuropatia diabetica).
Altre possibili cause includono ipotiroidismo, sindrome di Sjögren, lupus eritematoso sistemico, vasculite, sarcoidosi, carenza nutrizionale, malassorbimento (es. da malattia celiaca, gastrite cronica atrofica autoimmune), malattia di Lyme, HIV/AIDS, malattia di Fabry, amiloidosi, allergia (sensibilità al glutine), sindrome di Ehlers Danlos, connettivopatie, malattie genetiche, intossicazione da farmaci o metalli pesanti e alcolismo. Secondo diverse statistiche, circa il 50% dei casi di fibromialgia si dimostrano essere in realtà casi di NPF non ancora accertata da biopsia cutanea. 
 La neuropatia delle piccole fibre è comune negli adulti con sindrome di Ehlers-Danlos (EDS).
Inoltre nuovi studi condotti negli USA dalla dottoressa Anne Louise Oaklander (tra i maggiori esperti di NPF al mondo) ha dimostrato una verosimile causa autoimmune dietro i casi idiopatici e no di NPF.
Sul territorio italiano ed europeo una percentuale altissima di casi rimane di natura idiopatica, mentre negli Stati Uniti ci si sta muovendo al fine di ridurre la percentuale di casi idiopatici (40% al 2008) costruendo delle linee guida da seguire per individuare le cause scatenanti.

### Canalopatia sodica
Un recente studio ha mostrato che nella NPF vi è la disfunzione di alcuni canali del sodio (canalopatia neuromuscolare), specie in alcuni tipi.

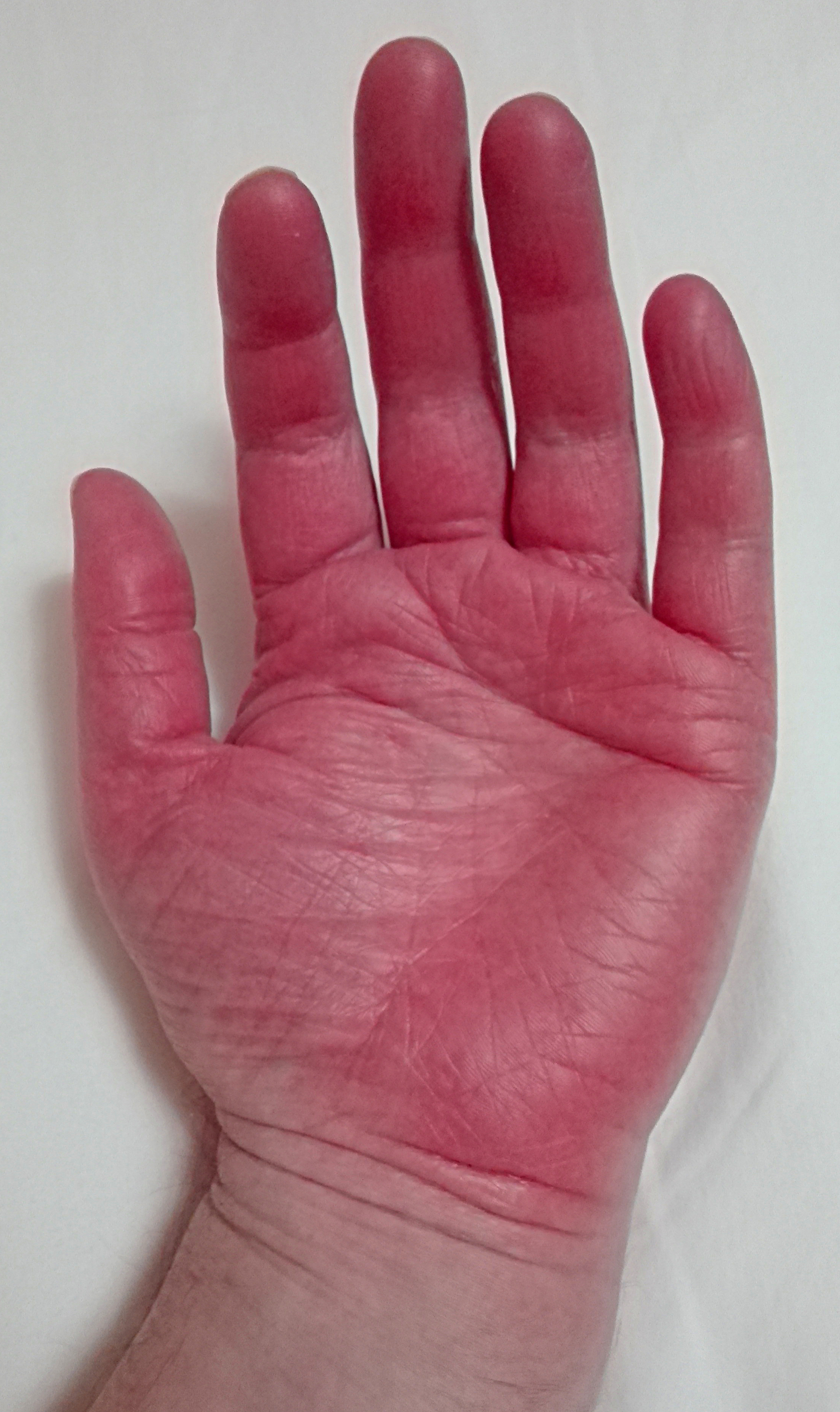
Eritromelalgia nelle mani

Diverse ricerche hanno mostrato un legame con un'altra canalopatia, l'eritromelalgia (una sindrome da vasodilatazione parossistica da aumento della temperatura cutanea con arrossamento dei piedi e, meno di frequente, delle mani, con associata una sicura mutazione a carico dei canali ionici e con dolore neuropatico cronico), oltre che con la sindrome da crampi e fascicolazioni.

### Altre possibili cause
- Tiroidite di Hashimoto
- Sclerodermia[7]
- Malattie del tessuto connettivo[8]
- Vasculiti[9]
- Sindrome del colon irritabile e malattie infiammatorie intestinali croniche[10] (quali malattia di Crohn, colite ulcerosa e altri tipi di colite, ecc.)
- Pseudo-ostruzione intestinale cronica (CIPO)
- Vaccinazioni[11]
- Psoriasi[12]
- Farmaci (neuropatia iatrogena) come antibiotici della categoria dei chinoloni, statine, chemioterapici, alcuni antidepressivi e altri farmaci neurotossici come i neurolettici
- Carenze nutrizionali
- Celiachia[13]
- Epatite C[14]
- Disturbi del metabolismo come la sindrome metabolica[15]

## Trattamento
Il trattamento si basa sulla cura della causa scatenante della neuropatia stessa.
Nei casi idiopatici la cura è sintomatica.
Per la cura dei sintomi dolorosi vengono usati farmaci anticonvulsivianti/antiepilettici come il gabapentin, la carbamazepina e il pregabalin e antidepressivi SSRI e SNRI come la duloxetina o antidepressivi triciclici come l'amitriptilina. 
I trattamenti appena menzionati vengono però spesso abbandonati dai pazienti per via della loro inefficacia e/o a causa dei pesanti effetti collaterali, talvolta più invalidanti della patologia stessa.
Alcuni pazienti, in trattamento con antiepilettici e/o antidepressivi, riferiscono il peggioramento del quadro sintomatologico generale o, in alcuni casi, l'esordio di nuovo sintomi neurologici.
Vengono anche utilizzati anestetici locali come la lidocaina e farmaci oppioidi come il tramadolo, la codeina e il tapentadolo; inoltre, di recente, è stata dimostrata l'efficacia dei cannabinoidi, come THC e CBD, nel trattamento della sintomatologia dolorosa.
In Italia i trattamenti più utilizzati, ma che comunque riscuotono una scarsissima percentuale di successi, sono quelli basati sulla somministrazione di antiepilettici e antidepressivi.
Attualmente non esiste un trattamento risolutivo per curare la neuropatia delle piccole fibre, ma a volte vengono utilizzate le immunoglobuline per via endovenosa, che possono essere parzialmente risolutive.
Oltre alle immunoglobuline, un altro approccio terapeutico efficace risiede nella somministrazione di glucocorticoidi (cortisonici).
Entrambi gli approcci prima indicati sono però scarsamente utilizzati in Italia a causa della totale assenza di linee guida.
Un recente studio condotto negli USA dalla dottoressa Anne Louise Oaklander (la maggiore esperta di NPF al mondo) ha dimostrato una verosimile natura autoimmune, contestabile mediante l'uso delle immunoglobuline e cortisteroidi.
Questo studio e stato poi rivisitato, ampliato e migliorato da un nuovo esame, condotto in Italia, sempre dalla dottoressa Oaklander, il tutto con la collaborazione della dottoressa Maria Nolano.
Si utilizzano anche i farmaci che tentano di curare le nevriti da lesione del nervo periferico, come alcuni integratori (es. acetil-L-carnitina, vitamine, minerali, ecc.).

### Immagini
- Foto di piccole fibre in biopsia cutanea eseguita su bambini e adolescenti